# Phaenocarpa pegomyiae
Phaenocarpa pegomyiae är en stekelart som beskrevs av Marshall 1898. Phaenocarpa pegomyiae ingår i släktet Phaenocarpa och familjen bracksteklar. Inga underarter finns listade i Catalogue of Life.